# Rézoxid műselyem

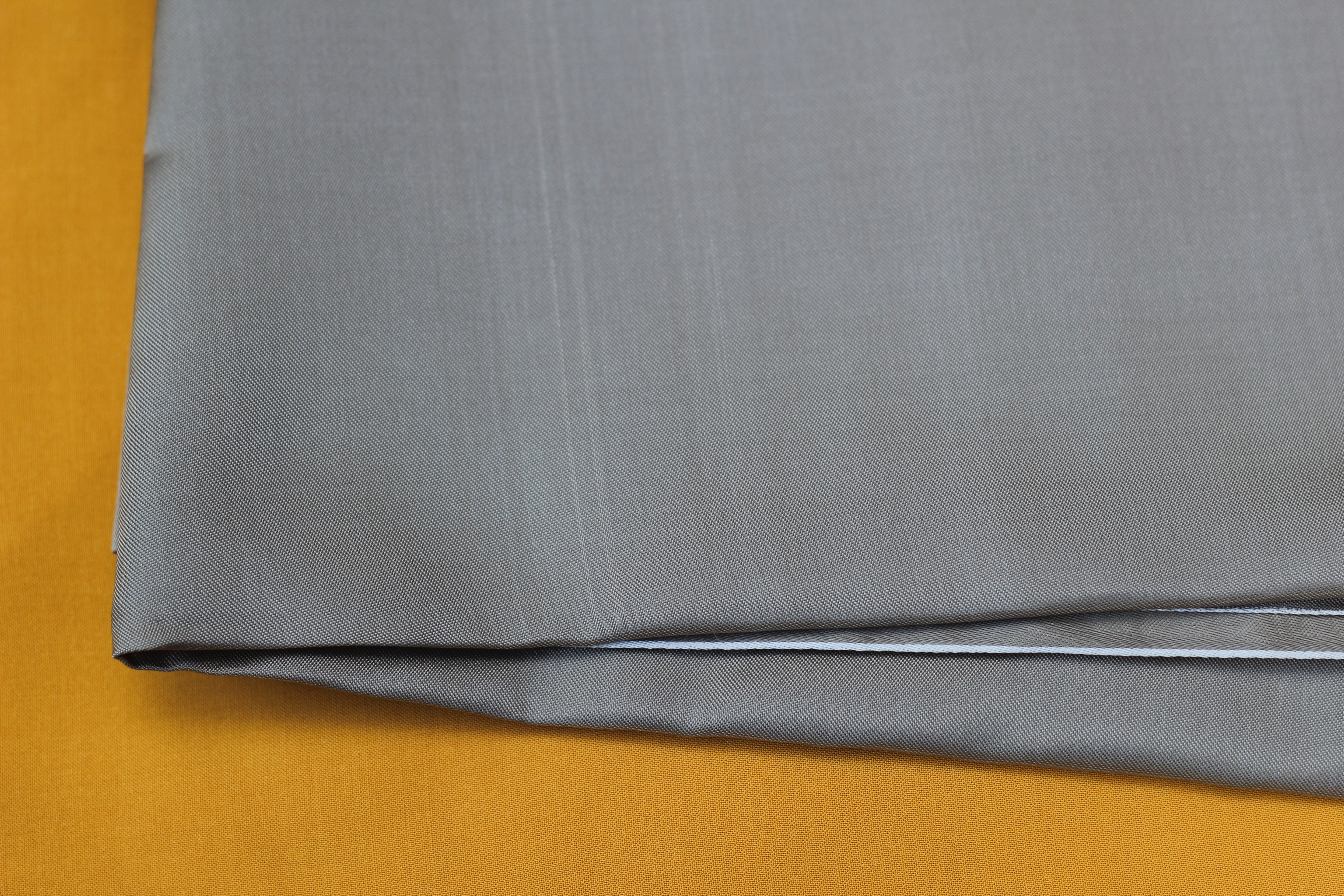
Barna rézoxid műselyem

A rézoxid műselyem egy rézoxid oldatban (Schweizer-reagens) oldott cellulózból készült műselyemszál.
Úgy állítják elő, hogy a cellulózt rézzel, ammóniával és nátrium-hidroxiddal kombinálva oldható vegyületté teszik. Az oldatot fonófejen vezetik át, és a cellulózt keményítőfürdőben regenerálják, amely eltávolítja a rezet és az ammóniát, és semlegesíti a nátrium-hidroxidot. A rézoxid műselyem általában finom szálakból készül, amelyeket könnyű nyári ruhákban és blúzokban használnak, néha pamuttal kombinálva, hogy sima, egyenetlen felületű texturált szöveteket készítsenek.

## Fordítás
Ez a szócikk részben vagy egészben  a   Cuprammonium rayon című angol Wikipédia-szócikk ezen változatának fordításán alapul.  Az eredeti cikk szerkesztőit annak laptörténete sorolja fel. Ez a jelzés csupán a megfogalmazás eredetét és a szerzői jogokat jelzi, nem szolgál a cikkben szereplő információk forrásmegjelöléseként.